# Свети Елисей (Елисейна)
„Свети Елисей“ е православен храм в мездренското село Елисейна, България, част от Врачанската епархия на Българската патриаршия.

## История
Храмът е построен в 1905 година. Разположен е на възвишение в източния край на селото, непосредствено до железопътната линия София – Плевен.
Иконостасът на храма е дело на дебърски майстори от рода Филипови.